# Daniele Massaro
Daniele Massaro (sinh ngày 23 tháng 5 năm 1961) là một cầu thủ bóng đá người Ý.

## Đội tuyển bóng đá quốc gia
Daniele Massaro thi đấu cho đội tuyển bóng đá quốc gia Ý từ năm 1982 đến 1994.

## Thống kê sự nghiệp
| Đội tuyển bóng đá Ý | Đội tuyển bóng đá Ý | Đội tuyển bóng đá Ý |
| Năm                 | Trận                | Bàn                 |
| ------------------- | ------------------- | ------------------- |
| 1982                | 1                   | 0                   |
| 1983                | 0                   | 0                   |
| 1984                | 3                   | 0                   |
| 1985                | 1                   | 0                   |
| 1986                | 1                   | 0                   |
| 1987                | 0                   | 0                   |
| 1988                | 0                   | 0                   |
| 1989                | 0                   | 0                   |
| 1990                | 0                   | 0                   |
| 1991                | 0                   | 0                   |
| 1992                | 0                   | 0                   |
| 1993                | 0                   | 0                   |
| 1994                | 9                   | 1                   |
| Tổng cộng           | 15                  | 1                   |